# Dandamis nigropunctatus
Dandamis nigropunctatus là một loài bọ cánh cứng trong họ Cerambycidae.